# إميل كوفمان
إميل كوفمان (بالألمانية: Emil Kaufmann)‏ هو مؤرخ معماري نمساوي، ولد في 1891 في فيينا في النمسا، وتوفي في 1953 في شايان في الولايات المتحدة.